# فرودگاه صحرایی فلتز
فرودگاه صحرایی فلتز (به انگلیسی: Felts Field) یک فرودگاه همگانی بهره‌برداری هوایی با کد یاتا SFF است که یک باند فرود بتن دارد و طول باند آن ۱۳۷۱ متر است. این فرودگاه در شهر اسپوکن کشور ایالات متحده آمریکا قرار دارد و در ارتفاع ۵۹۶ متری از سطح دریا واقع شده است.